# Aeroporti in Grecia
Questa voce contiene un elenco degli aeroporti in Grecia, denominati come stabilito dall'Organizzazione internazionale dell'aviazione civile (ICAO), ordinati per tipo e sotto-ordinati per classe.

## Classificazione
La classificazione degli aeroporti in Grecia è stabilita dalla Hellenic Civil Aviation Authority (HCAA, in greco: Υπηρεσία Πολιτικής Αεροπορίας (ΥΠΑ), Ipiresìa Politikìs Aeroporìas), l'autorità nazionale greca per l'aviazione civile.
La HCAA ha pubblicato le definizioni per la classificazione degli aeroporti nazionali e le modalità di definizione degli aeroporti internazionali classificati secondo le normative vigenti:
- internazionali: aeroporti dotati di strutture doganali permanenti atte a svolgere traffico internazionale;
- nazionali: aeroporti impiegati per voli domestici;
- municipali: aeroporti locali in grado di accogliere piccoli aeromobili.

A novembre 2013 il Paese ospita 44 aeroporti, di cui 15 classificati come internazionali, 25 come nazionali e 4 come municipali. A questi vanno aggiunti 5 aeroporti definiti "chiusi".

## Aeroporti

### Civili

#### Classificati da Hellenic Civil Aviation Authority
| Nome ECCAIRS dell'aeroporto              | Località       | Periferia                    | IATA | ICAO | Classificazione | Coordinate            |
| ---------------------------------------- | -------------- | ---------------------------- | ---- | ---- | --------------- | --------------------- |
| Aeroporto di Atene-Eleftherios Venizelos | Spata-Artemida | Attica                       | ATH  | LGAV | Internazionale  | 37°56′11″N 23°56′35″E |
| Aeroporto di Salonicco-Macedonia         | Salonicco      | Macedonia Centrale           | SKG  | LGTS | Internazionale  | 40°31′11″N 22°58′15″E |
| Aeroporto di Rodi-Diagoras               | Rodi           | Egeo Meridionale             | RHO  | LGRP | Internazionale  | 36°24′19″N 28°05′10″E |
| Aeroporto di Candia-Nikos Kazantzakis    | Candia         | Creta                        | HER  | LGIR | Internazionale  | 35°20′09″N 25°10′25″E |
| Aeroporto di Corfù-Giovanni Capodistria  | Corfù          | Isole Ionie                  | CFU  | LGKR | Internazionale  | 39°36′07″N 19°54′42″E |
| Aeroporto di Coo                         | Coo            | Egeo Meridionale             | KGS  | LGAL | Internazionale  | 36°47′36″N 27°05′30″E |
| Aeroporto di Alessandropoli-Dimokritos   | Alessandropoli | Macedonia Orientale e Tracia | AXD  | LGKO | Internazionale  | 40°51′21″N 25°57′22″E |
| Aeroporto di Mitilene                    | Lesbo          | Egeo Settentrionale          | MJT  | LGMT | Internazionale  | 39°03′28″N 26°35′55″E |
| Aeroporto di Lemno                       | Lemno          | Egeo Settentrionale          | LXS  | LGLM | Internazionale  | 39°55′02″N 25°14′11″E |
| Aeroporto di La Canea-Suda               | La Canea       | Creta                        | CHQ  | LGSA | Internazionale  | 35°31′55″N 24°08′49″E |
| Aeroporto di Cefalonia                   | Argostoli      | Isole Ionie                  | EFL  | LGKF | Internazionale  | 38°07′16″N 20°30′04″E |
| Aeroporto di Zante                       | Zante          | Isole Ionie                  | ZTH  | LGZA | Internazionale  | 37°45′00″N 20°53′00″E |
| Aeroporto di Samo                        | Pythagoreio    | Egeo Settentrionale          | SMI  | LGSM | Internazionale  | 37°41′21″N 26°54′44″E |
| Aeroporto di Kavala-Megas Alexandros     | Kavala         | Macedonia Orientale e Tracia | KVA  | LGKV | Internazionale  | 40°54′48″N 24°37′09″E |
| Aeroporto di Kalamata                    | Messene        | Peloponneso                  | KLX  | LGKL | Internazionale  | 37°04′06″N 22°01′31″E |
| Aeroporto di Giannina                    | Giannina       | Epiro                        | IOA  | LGIO | Nazionale       | 39°41′50″N 20°49′19″E |
| Aeroporto di Santorini                   | Santorini      | Egeo Meridionale             | JTR  | LGSR | Nazionale       | 36°23′57″N 25°26′46″E |
| Aeroporto di Chio                        | Chio           | Egeo Settentrionale          | JKH  | LGHI | Nazionale       | 38°20′36″N 26°08′26″E |
| Aeroporto di Mykonos                     | Mykonos        | Egeo Meridionale             | JMK  | LGMK | Nazionale       | 37°26′14″N 25°20′50″E |
| Aeroporto di Sciato                      | Sciato         | Tessaglia                    | JSI  | LGSK | Nazionale       | 39°10′39″N 23°30′13″E |
| Aeroporto di Kozani-Filippos             | Kozani         | Macedonia Occidentale        | KZI  | LGKZ | Nazionale       | 40°17′20″N 21°50′55″E |
| Aeroporto di Kastoria-Aristotelis        | Kastoria       | Macedonia Occidentale        | KSO  | LGKA | Nazionale       | 40°27′00″N 21°17′00″E |
| Aeroporto di Scarpanto                   | Scarpanto      | Egeo Meridionale             | AOK  | LGKP | Nazionale       | 35°25′20″N 27°08′07″E |
| Aeroporto di Cerigo                      | Cerigo         | Attica                       | KIT  | LGKC | Nazionale       | 36°16′37″N 23°01′01″E |
| Aeroporto di Milo-Aphrodite              | Milo           | Egeo Meridionale             | MLO  | LGML | Nazionale       | 36°41′49″N 24°28′37″E |
| Aeroporto di Sciro                       | Sciro          | Grecia Centrale              | SKU  | LGSY | Nazionale       | 38°58′05″N 24°29′25″E |
| Aeroporto di Nea Anchialos               | Nea Anchialos  | Tessaglia                    | VOL  | LGBL | Nazionale       | 39°13′10″N 22°47′40″E |
| Aeroporto di Prevesa                     | Prevesa        | Epiro                        | PVK  | LGPZ | Nazionale       | 38°55′53″N 20°46′30″E |
| Aeroporto di Ikaria                      | Icaria         | Egeo Settentrionale          | JIK  | LGIK | Nazionale       | 37°40′57″N 26°20′49″E |
| Aeroporto di Siro-Demetrius Vikelas      | Siro           | Egeo Meridionale             | JSY  | LGSO | Nazionale       | 37°25′22″N 24°57′03″E |
| Aeroporto di Calimno-Pothaea             | Calimno        | Egeo Meridionale             | JKL  | LGKY | Nazionale       | 36°57′48″N 26°56′26″E |